# Kurityán
Kurityán je obec na severovýchodě Maďarska v župě Borsod-Abaúj-Zemplén.
Rozkládá se na ploše 7,54 km² a v roce 2024 zde žilo 1 443 obyvatel.